# 2MASS J10224821+5825453
2MASS J10224821+5825453 ist ein etwa 20 Parsec von der Erde entfernter Brauner Zwerg im Sternbild Großer Wagen. Er gehört der Spektralklasse L1 an. Seine Position verschiebt sich aufgrund seiner Eigenbewegung jährlich um 0,86 Bogensekunden. Er wurde 2008 von I. Neill Reid et al. entdeckt.